# Аріанна Фолліс
Аріанна Фолліс (італ. Arianna Follis; нар. 11 листопада 1977) — італійська лижниця, бронзова призерка Туринської олімпіади, чемпіонка світу.
Аріанна бере участь у міжнародних змаганнях з 1995. Найбільший її олімпійський успіх — бронзова медаль Туринської олімпіади в естафеті у складі італійської команди. На чемпіонаті світу у Ліберці у 2009 вона завоювала золоту медаль в індивідуальному спринті.
Інше захоплення Фолліс — лижний альпінізм.